# Чаробно краљевство
Чаробно краљевство (енгл. Magic Kingdom) јесте тематски парк у Волт Дизни ворлду у Беј Лејку на Флориди, близу Орланда. У власништву је и под управом предузећа Волт Дизни. Парк је отворен 1. октобра 1971. као први од четири тематска парка. Парк је иницијализовао Волт Дизни, а дизајнирало га је предузеће WED Enterprises. Сам дизајн, као и атракције, засноване су на оригиналном Дизниленду из Анахајма у Калифорнији, а посвећене су Дизнијевим бајкама и ликовима.
Главно обележје парка је Пепељугин замак, који је настао инспирацијом на замак из истоименог филма из 1950. године. Године 2019, парк је посетило 20,9 милиона људи, што га чини најпосећенијим тематским парком на свету тринаесту годину заредом и најпосећенијим тематским парком у Северној Америци у последњих деветнаест година.

## Историја

### Планирање
Иако је Волт Дизни био веома укључен у планирање ЕПКОТ-а, умро је пре него што је успео да види визију. Након Волтове смрти, Волт Дизни кампани је 1967. године започела изградњу парка и целог одмаралишта. Парк је изграђен као већа, побољшана верзија Дизниленд парка у Калифорнији.
Магично краљевство је изграђено преко низа тунела званих утилидори, портмантоа комуналних услуга и ходника, омогућавајући запосленима (који се називају „чланови глумачке екипе“) или ВИП гостима да се крећу кроз парк ван видокруга.
Због високог нивоа воде на Флориди, тунели се нису могли ставити под земљу, па су изграђени на постојећем нивоу, што значи да је парк изграђен на другом спрату, дајући Магичном краљевству надморску висину од 33 метара. Подручје око утилидора засуто је прљавштином уклоњеном из Лагуне Седам мора, која се градила у исто време. Утилидори су изграђени у почетној изградњи и нису дограђивани како се парк ширио. Тунели су били предвиђени да буду пројектовани у свим наредним парковима Волта Дизнија, али су остављени по страни углавном због финансијских ограничења.

### Отварање и рад
Парк Magic Kingdom отворен је као први део Валт Дизни Резорта 1. октобра 1971. године, почевши истовремено са Дизнијевим савременим одмаралиштем и Дизнијевим полинезијским одмаралиштем. Отворено је са двадесет и три атракције, три јединствене за парк и двадесет реплика атракција у Дизниленду, подељених на шест тематских земаља, пет копија оних у Дизниленду (Main Street, Adventureland, Frontierland, Fantasyland и Земља будућности) и Магично краљевство ексклузивно на Тргу слободе. Волт Дизни кампани је обећала да ће повећати овај број комбинацијом реплика и јединствених атракција. Иако не постоји појединачна посвета Магичном краљевству, посвета Роја О. Дизнија за цело одмаралиште постављена је унутар његових капија.